# Georg Tressler
Georg Tressler (de son nom complet Hans Georg Karl Philipp Tressler), né le 25 janvier 1917 à Vienne et mort le 6 janvier 2007 en Allemagne à Belgern, est un cinéaste autrichien.

## Biographie
Fils du comédien Otto Tressler, metteur en scène au Burgtheater de Vienne, Georg Tressler fait ses études secondaires dans sa ville natale. En 1938 il s'installe à Berlin où il travaille comme dessinateur tout en se formant à l'art cinématographique et en obtenant de petits rôles. Enrôlé en 1940 dans la Wehrmacht, il prend part à la guerre sur le front russe jusqu'au moment où il est réformé pour maladie (ictère).
Dans l'après-guerre il réalise 16 courts-métrages, notamment des films de propagande commandés par les autorités américaines d'occupation. Mais devant l'impossibilité de trouver en Autriche les moyens de financer un long-métrage, il retourne à Berlin, où il réalise en 1956 Les Demi-sel (Die Halbstarken). C'est un succès, qui le lance en même temps que Horst Buchholz, avec qui il va tourner deux autres films également bien accueillis en Allemagne.
Au début des années 1960 Georg Tressler a tenté de faire carrière à Hollywood, mais sans résultat autre que le fait de tourner le téléfilm The Magnificent Rebel pour les productions Disney.
À partir de cette époque il s'est essentiellement consacré aux séries télévisées, a notamment réalisé des épisodes de Tatort (Sur les lieux du crime) et de Le comte Yoster a bien l'honneur.

## Filmographie
- 1956 : Les Demi-sel (Die Halbstarken)
- 1957 : Terminus amour (Endstation Liebe)
- 1958 : Encore mineure (Unter Achtzehn ou Noch minderjährig)
- 1958 : Les Enfants de la montagne (de) (Ein wunderbarer Sommer ou Kinder der Berge)
- 1959 : Les Mutins du Yorik (Das Totenschiff)
- 1959 : Les Joyeuses Commères de Windsor (Die lustigen Weiber von Windsor)
- 1960 : Confessions d'une fille de seize ans (Geständnis einer Sechzehnjährigen)
- 1962 : Le Génial Révolté (Schicksals-Sinfonie) (TV)
- 1966 : La Diablesse (Der Weibsteufel)
- 1974 : Les Amazones de Vénus (de) (Ach jodel mir noch einen)
- 1989 : Sukkubus (Sukkubus — Den Teufel im Leib)